# Deu Onda
"Deu Onda" é um single lançado pelo cantor brasileiro de funk ousadia MC G15. Foi disponibilizada no iTunes em 15 de dezembro de 2016 em sua versão clean.

## Sobre
A primeira versão, com versos explícitos e conotação sexual evidente, foi disponibilizada pela GR6 em 22 de novembro, e a versão light lançada como videoclipe por KondZilla em 21 de dezembro. A canção foi referência como o "hit do verão e do Carnaval de 2016" em Campo Grande, MS. Segundo o próprio artista, a canção foi inspirada em sua namorada, Ingrid, e no filme de terror Invocação do Mal.
A versão original da música traz polêmicas pelos versos: "Que vontade de foder, garota / Eu gosto de você / Fazer o que / Meu pau te ama", os quais foram substituídos na segunda versão, executada em rádios: Que vontade de te ter, garota / Eu gosto de você / Fazer o que / O pai te ama. A canção já foi reproduzida por artistas como Anitta em seus shows. "Deu Onda" se tornou em 29 de dezembro o vídeo mais assistido do YouTube em uma semana, com cerca de 19 milhões de visualizações, superando "Sim ou Não", da cantora Anitta, que teve 11 milhões de acessos.
A canção foi a música mais executada no Reveillon de 2016, nas plataformas Spotify, Apple Music e Deezer, além de ter sido a mais vendida no iTunes no país neste período. Em 3 de janeiro de 2017, "Deu Onda" tornou-se a canção mais executada na playlist mundial do Spotify.

## Desempenho nas tabelas musicais
| Parada (2017)                      | Melhor posição |
| ---------------------------------- | -------------- |
| Brasil (Billboard Hot 100 Airplay) | 36             |

## Repercussão
O compositor Ritchie publicou um comentário negativo para a canção: "Ontem ouvi a dita 'música' do verão e, sinceramente, deu vontade de me aposentar de vez desse ofício (...) Melodia em tom maior, base em tom menor… e o Tom maior de todos vira na cova!" Regis Tadeu, publicou uma crítica negativa no Yahoo!: "Deu onda" e o Brasil ficou craque em produzir lixo musical. Meus pêsames a todos os envolvidos e cúmplices de tal desgraça (...) parece existir um acordo tácito e já fechado pela estupidez universal: a garantia de um novo acervo de músicas cretinas de tempos em tempos para que um número significativo de retardados bombem a internet – e agora as plataformas de streaming – com um tsunami de merda bem fedorento."
A reprodução da versão censurada da canção no Encontro com Fátima Bernardes gerou críticas negativas na internet. No mesmo programa, o cantor disse que queria uma versão mais light da música. A namorada de MC G15 disse que ele "teve que colocar uma putaria na música para ela estourar." Segundo o Papel POP, o que ajudou no sucesso do single foi a versão "clean" da música (sem palavra de baixo calão) e a promoção feita por artistas como Wesley Safadão, Neymar, Anitta e Kéfera.